# Puiggarí (Sant Quirze Safaja)
Puiggarí, de vegades esmentat com a Puigdarí, és una muntanya de 707,4 metres d'altitud del terme municipal de Sant Quirze Safaja, a la comarca del Moianès. Està situat a la part central-meridional del terme, a prop del termenal amb Sant Feliu de Codines. És al nord-oest de la urbanització de les Clotes, a llevant del Collet de la Torrentera i dels Pinars del Badó.